# Малый Калужский переулок
Ма́лый Калу́жский переу́лок (1912–1970 — Калу́жский переу́лок, с начала XIX века и до 1912 года Бахме́тьевский переу́лок) — переулок в Южном административном округе города Москвы на территории Донского района.

## История
Изначально переулок носил название Бахме́тьевский переу́лок, по домовладелице начала XIX века надворной советнице Марие Семёновне Бахметьевой. Калужским переулком в это время называлась Малая Калужская улица. В 1912 году переименован в Калу́жский переу́лок как соединявший Донскую улицу с Малой и Большой Калужскими улицами. Участок переулка между Малой и Большой Калужскими улицами был со временем застроен, а оставшаяся часть в 1970 году получила современное название по Малой Калужской улице.

## Расположение
Малый Калужский переулок проходит от Донской улицы на запад до Малой Калужской улицы. Нумерация домов начинается от Донской улицы.

## Примечательные здания и сооружения
По чётной стороне:
- д.2 — Ремесленное училище им. К. Солдатенкова с церковью Павла Латрского (Латрийского)[7] (1907, архитектор Н. Н. Благовещенский; 1910, архитектор В. В. Шервуд). Сейчас в здании расположен один из факультетов Российского государственного университета имени А. Н. Косыгина.
- дд. 2, 4 — Лаборатории шерсти и хлопка Текстильного института имени А. Н. Косыгина Московского государственного университета дизайна и технологии (1930, архитекторы И. С. Николаев, А. С. Фисенко)[8].

## Транспорт

### Наземный транспорт
По Малому Калужскому переулку не проходят маршруты наземного общественного транспорта. Севернее переулка, на Ленинском проспекте, расположены остановки «Улица Академика Петровского» и «Больница Святителя Алексия» автобусов 111, 196, 297, е10, е12, м1, м16, н11. Восточнее переулка, на улице Шаболовка, — остановка «Станция метро „Шаболовская“» трамваев 14, 26, 47.

### Метро
- Станция метро «Шаболовская» Калужско-Рижской линии — восточнее переулка, на улице Шаболовка.